# Propheteneltern-Problem
Das Propheteneltern-Problem (arabisch مسألة أبوي النبي, DMG masʾalat abawai an-nabī) ist eine dogmatische Streitfrage der islamischen Theologie, die sich um den postmortalen Status von Mohammeds Eltern Āmina bint Wahb und ʿAbdallāh ibn ʿAbd al-Muttalib dreht: Sind sie als Ungläubige der Hölle verfallen oder sind sie als Eltern des Propheten vor dem Höllenfeuer errettet worden? Die Kontroverse um diesen Punkt begann Ende des 10. Jahrhunderts und erreichte im 16. bis 18. Jahrhundert ihren Höhepunkt, um in der Zeit danach wieder abzuebben.

## Grundlagen des Problems
Ausgangspunkt der Diskussionen um diese Frage war die nach der islamischen Überlieferung feststehende Tatsache, dass die Propheteneltern noch vor der Verkündung des Islams durch ihren Sohn verschieden waren. Hieraus konnte man schließen, dass sie als Ungläubige gestorben waren und somit, wie alle anderen Ungläubigen, keine Chance auf jenseitiges Heil hatten. Eine derartige Position spiegelt sich bereits in dem kanonischen Hadith wider, demzufolge der Prophet selbst von seinem verstorbenen Vater gesagt haben soll, dass er sich im Höllenfeuer (nār) befinde.
Ein weiterer Hadith, auf den sich Vertreter dieser Position berufen konnten, berichtet, dass der Prophet eines Tages das Grab seiner Mutter besuchte und für sie um Vergebung bitten wollte, jedoch durch einen göttlichen Wink davon abgehalten wurde, dies zu tun. Nach einem Hadith, der von ʿAbdallāh ibn Masʿūd überliefert wird, war dies auch der Offenbarungsanlass für Sure 9:113: „Der Prophet und die Gläubigen dürfen für die Beigeseller nicht um Vergebung bitten, auch dann nicht, wenn es Verwandte sind, nachdem ihnen klar geworden ist, dass sie Insassen des Höllenfeuers sein werden.“ Hieraus wurde abgeleitet, dass sich auch Mohammeds Mutter in der Hölle befinden müsse.

## Der Auferstehungshadith
Am Ende des 10. Jahrhunderts wurde von dem Bagdader Prediger und Traditionisten ʿUmar ibn Ahmad Ibn Schāhīn (gest. 995) ein Hadith verbreitet, der offensichtlich darauf abzielte, das Paradoxon der im Höllenfeuer schmorenden Propheteneltern zu beheben. Er erscheint als eine Variante der Tradition über den Besuch Mohammeds am Grab seiner Mutter und lautet: „Der Prophet sagte: ‚Ich ging zum Grab und bat Gott, meinen Herrn, dass er sie wieder zum Leben erwecke. Da erweckte er sie zum Leben, und sie nahm den Glauben an mich an. Schließlich brachte Gott sie wieder in ihren früheren Zustand zurück.‘“ Diese Tradition, die zeigen sollte, dass die Mutter des Propheten während eines kurzen zweiten Lebens Muslimin geworden und somit dem Höllenfeuer entkommen war, wurde später in viele andere Sammlungen mit unsicheren Hadithen aufgenommen und dadurch allgemein bekannt. In den späteren Versionen sind beide Eltern des Propheten in die Wiedererweckung eingeschlossen.
Obwohl unter den sunnitischen Traditionsgelehrten generelle Einigkeit über die Schwäche dieses Hadith bestand, wurde der darin übermittelte Sachverhalt dennoch von vielen späteren Gelehrten als „wahrscheinlich“ beziehungsweise „wahr“ akzeptiert. Repräsentativ für diese zwiespältige Haltung sind die Verse des syrischen Traditionsgelehrten Ibn Nāsir ad-Dīn (gest. 1438):
Ḥabā Llāhu n-nabiyya mazīda faḍlin

ʿalā faḍlin wa-kāna bi-hī ra’ūfan

Fa-aḥyā umma-hū wa-kaḏā abā-hu

li-īmāni bi-hī faḍlan munīfan

Fa-sallama fa-l-qadīmu bi-ḏā qadīr

wa-in kāna l-ḥadīṯu bi-hī ḍaʿīfan
Gott erwies dem Propheten Huld über

Huld und war barmherzig mit ihm

Er erweckte seine Eltern zum Leben,

zum Glauben an ihn, als erhabene Huld

Er errettete, der Anfangsewige hat dazu die Macht, 

mag der Hadith auch schwach sein.

## Die frühneuzeitliche Propheteneltern-Kontroverse
Die Vorstellung von der posthumen Errettung der Propheteneltern war besonders bei den Asch'ariten beliebt. Eine Gegenposition zu dieser Auffassung formierte sich im Bereich des hanafitischen Madhhabs, der im Laufe der Zeit eine eigene theologische Lehrrichtung ausbildete, die ab dem 15. Jahrhundert als Maturidiyya bekannt war und neben der Aschʿariyya als zweite orthodoxe theologische Schule anerkannt wurde. Einer der Unterschiede zwischen der asch'ari-tischen und der hanafitisch-māturīditischen Lehre bestand darin, dass erstere die Weite der göttlichen Gnade betonte, während letztere in Anlehnung an muʿtazilitische Positionen die Nicht-Einhaltung der göttlichen Drohverheißung (ḫulf al-waʿīd) bei Ungläubigen ausschloss und damit auch den Propheteneltern eine posthume göttliche Begnadigung versagte. Wie wichtig diese Lehrauffassung für das hanafitisch-māturiditische Selbstverständnis war, zeigt sich unter anderem darin, dass ihr in der populären hanafitisch-māturiditischen Bekenntnisschrift, dem sogenannten Fiqh akbar II, ein eigener Lehrsatz gewidmet wurde. Er findet sich ganz am Ende der Schrift und lautet: „Die Eltern des Gottesgesandten sind als Ungläubige gestorben“ (wa-wālidā rasūli Llāhi (s) mātā ʿalā l-kufr).
Durch diesen Lehrsatz fühlten sich andere Gelehrte, die von der göttlichen Errettung der Propheteneltern ausgingen, dazu aufgerufen, ihre Auffassung zu verteidigen. Der Erste, der eine eigene Abhandlung zu dieser Frage abfasste, war der Schafiit Muhammad Ibn al-Dschazarī (gest. 1429). Ganze fünf Traktate widmete einige Zeit später der ägyptische Gelehrte Dschalāl ad-Dīn as-Suyūtī (gest. 1505) dem Nachweis der Errettung der Propheteneltern. Im Verlaufe des 16. Jahrhunderts befassten sich zwei osmanische Gelehrte, Ibn-i Kemal (gest. 1533) und Burhān ad-Dīn al-Ḥalabī (gest. 1549), in eigenständigen Traktaten mit dieser Frage. 
Beachtlich ist, dass sich die beiden osmanischen Gelehrten in ihren Schriften gegen die Auffassung stellten, dass die Propheteneltern im Unglauben gestorben seien. Dies zeigt, dass innerhalb des hanafitischen Maḏhab die Zustimmung zu dem im Fiqh akbar II zu findenden Lehrsatz über die Propheteneltern allmählich zu bröckeln begann. Zwar versuchten später noch einzelne Hanafiten wie der mekkanische Gelehrte ʿAlī al-Qārī (gest. 1606) und der osmanische Rigorist Meḥmed Qāḍīzāde (gest. 1635) den Lehrsatz von dem Unglauben der Propheteneltern zu verteidigen, doch konnten sie sich mit dieser Position in ihrem eigenen Madhhab kaum noch durchsetzen. Al-Qārī bekräftigte seine Auffassung von den Propheteneltern nicht nur in seinem eigenen Kommentar zum Fiqh akbar II, sondern in einer monographischen Abhandlung, die als Widerlegung der Traktate as-Suyūṭīs konzipiert war, sowie in mehreren anderen Texten seines umfangreichen Gesamtwerks. Dies löste wiederum eine ganze Flut von Gegenschriften aus, von denen einige Hanafiten zum Verfasser haben.
Eine weitere Gegenposition zu der Auffassung der Errettung des Propheteneltern formierte sich im Bereich des hanbalitischen Madhhabs, der im Laufe der Zeit die Theologie der Athari herausbildete. So beschäftigt sich Ibn Taimiya  mit der Frage und gibt wieder, dass es keine Zuverlässigen (sahih) Überlieferungen (Hadith) darüber gibt, dass die Propheten-Eltern errettet wurden. Vielmehr das Gegenteil sei der Fall, es gäbe zuverlässige Hadith, die für ihren Tod als Ungläubige stehen. Den „Auferstehungshadith“ bezeichnet er in der Abhandlung als Erfindung und eine Lüge.

## Spätere Tendenzen zur Tabuisierung des Problems
Auffällig ist, dass in vielen Textzeugen des Fiqh-akbar II (sowohl Handschriften, als auch Druckausgaben) der Lehrsatz von den Propheteneltern nicht enthalten ist. Offensichtlich wurde dieser Lehrsatz im Laufe der Zeit von immer mehr Kopisten als anstößig empfunden und beim Abschreibeprozess weggelassen. Schon al-Qārī weist in seinem Fiqh-akbar-Kommentar auf den Wunsch seiner hanafitischen Kollegen hin, die betreffende Passage aus der Bekenntnisschrift zu tilgen, und stellt ihn in einen Assoziationszusammenhang mit schiitischen Zweifeln an der Authentizität des Korans. Viele handschriftliche Exemplare des Fiqh akbar II sowie seiner Kommentare in deutschen und türkischen Bibliotheken weisen an der fraglichen Stelle tatsächlich deutliche Interpolationsspuren (Durchstreichungen, Ausradierungen, Überklebungen usw.) auf. Sie können als Manifestationen eines kollektiven Umschreibeprozesses interpretiert werden, der den gewandelten Glaubensvorstellungen innerhalb der hanafitischen Gelehrsamkeit Rechnung trug. Der māturīditische Lehrsatz von der Unheilsverfallenheit der Propheteneltern ließ sich angesichts der immer weiter fortschreitenden Idealisierung der Prophetengestalt offensichtlich nicht länger aufrechterhalten.
Der osmanische Gelehrte Katib Çelebi (gest. 1657), der sich in seiner Abhandlung Mīzān al-ḥaqq fī iḫtiyār al-aḥaqq mit dem Problem der Propheteneltern befasste, wandte sich darin gegen eine Tabuisierung der Frage. Später ist seine Abhandlung selbst zum Opfer dieser Tabuisierung geworden. In den Druckausgaben des 19. Jahrhunderts wurde das achte Kapitel, das sich mit der Kontroverse über die Propheteneltern befasst, weggelassen.
Derartige Bemühungen um Ausblendung der alten Streitfrage konnten nicht verhindern, dass das Problem weiter diskutiert wurde. Noch der bekannte Reformgelehrte Raschīd Ridā (gest. 1935) musste sich in seiner Eigenschaft als Herausgeber der Zeitschrift al-Manār damit beschäftigen. Von einem Leser mit der Frage nach dem Seelenheil der Propheteneltern konfrontiert, antwortete er, dass diese aufgrund der Redlichkeit ihres Charakters gewiss die endzeitliche Prüfung würden bestehen können.